# Перемское
Перемско́е — село в Добрянском районе Пермского края. Административный центр Перемского сельского поселения. Находится на реке Косьва, левом притоке Камы, пр впадении в неё Пожвы.
Население:
- 1869 — 232
- 1926 — 563
- 1981 — 638
- 2002 — 720 человек

## История
Поселение упоминается в письменных источниках с 1579 г. Первоначальное название — деревня Вильгорт (в переводе с коми-пермяцкого языка — «новая деревня») черносошных крестьян. В 1647 г. — погост (центр округи) Косвенский (название дано по реке Косьва; в переводе с коми-пермяцкого языка — «порожистая река»), в 1700 г. — погост Никольский (название — по Свято-Никольской деревянной церкви). Современное наименование села объясняется тем, что здесь раньше жили пермяки (коми-пермяки). С 1700 г. до второй половины XVIII в. Перемское являлось собственностью помещиков Строгановых, затем перешло в общее владение Строгановых, князей Голицыных, Бутеро-Родали и предпринимателей Лазаревых.
В 1930 г. в селе возник колхоз «23 февраля», который с 18 января 1959 г. (после укрупнения) носил название «Заря коммунизма», с марта 1960 г. — «Россия», с 1963 г. — «Родина». 12 авг. 1965 г. на его базе (и сельхозартели им. Зубкова) был создан совхоз «Косьвинский».
В 60-х годах в селе находилась 9-я нефтеразведка.
В 1930-х гг. здесь некоторое время существовал Перемский (Косьвинский) учлеспромхоз. С 1952 по 1958 г. в селе находилась Первомайская МТС. Перемское являлось центром Перемской волости Пермского уезда (с 60-х гг. XIX до 20-х гг. XX в.) и Перемского сельского совета (до января 2006 г.).
В селе располагаются: сельскохозяйственное предприятие — СПК «Косьвинский», лесничество Таборского лесхоза, Косьвинское лесничество Добрянского сельского лесхоза, отделение связи.
В селе располагается больница, построенная в 1910 г.
Учреждения народного образования представлены средней школой, детским домом и детсадом.
Учреждения культуры — Дом культуры, библиотека.
В селе находятся памятник жертвам гражданской войны (памятник комиссару Зубкову); здание каменной Богоявленской церкви (1830—1838 гг., сооружено на средства помещиков С. В. Строгановой, М. А. Голицына, В. П. Бутеро-Родали, Х. Я. Лазарева); здание волостной управы начала XIX века.
Действующий председатель сельского совета — Чернышев Юрий Михайлович.